# Урбен Левер'є
 Урбен Жан Жозеф Левер'є (фр. Urbain Jean Joseph Le Verrier; 11 березня 1811, Сен-Ло, Нормандія — 23 вересня 1877) — французький астроном, автор праць про змінну довжину ексцентриситету (видовження) орбіти Землі в часі. (опубліковані в 1843), член Паризької АН (1846).
Знаменитість Левер'є принесло відкриття планети Нептун «на кінчику пера» у 1845 році.

## Життєпис
Народився в Сен-Ло (Нормандія). 1833 року закінчив Політехнічну школу в Парижі (X1831). Потім займався дослідженнями в галузі хімії під керівництвом Ж. Л. Гей-Люссака. У 1837—1846 роках викладав астрономію в Політехнічній школі, в 1846 очолив створену спеціально для нього в Паризькому університеті кафедру небесної механіки, у 1849 — кафедру астрономії. На запрошення Франсуа Араґо прийшов у Паризьку обсерваторію; у 1854—1870 та 1872—1877 роках був директором цієї обсерваторії.
Наукові праці відносяться до небесної механіки. Досліджував неправильності в русі Урана і незалежно від Дж. К. Адамса обчислив масу і орбіту невідомої планети, що справляє дію на Уран і виводить планету із рівноваги. 23 вересня 1846 Й. Г. Ґалле в Берлінській обсерваторії відкрив нову планету поблизу місця, зазначеного Левер'є (названа Нептуном). 1839 року опублікував результати розрахунків взаємних збурень планет і довів стійкість Сонячної системи. 1849 року узявся за перероблення теорії руху всіх великих планет Сонячної системи, проводячи обчислення з більшою точністю, ніж це робив П. С. Лаплас, і порівнюючи їхні результати з даними точних спостережень. Таблиці Левер'є досі використовуються при складанні щорічників поряд з пізнішими таблицями С.Ньюкомен. В результаті тривалих досліджень руху Меркурія показав у 1859 році, що у швидкості зміщення перигелію планети є складова (38" на століття), яка не може бути пояснена впливом відомих тіл Сонячної системи; постулював існування інтрамеркуріальної планети (Вулкан), яка могла б викликати таке збурення. Згодом ця складова в русі перигелію Меркурія була пояснена на основі загальної теорії відносності. Ряд інших робіт присвячений вивченню орбіт періодичних комет і метеорних потоків, дослідженню можливості утворення астероїдів у результаті розпаду планети під дією припливних сил Юпітера. Є засновником Міжнародної метеорологічної служби.
Член Лондонського королівського товариства (1847), іноземний член-кореспондент Петербурзької АН (1848).
Медаль Коплі Лондонського королівського товариства (1846), дві Золоті медалі Лондонського королівського астрономічного товариства (1868, 1876).